# グランドクロス
グランドクロス（Grand Cross）は、西洋占星術におけるグループ・アスペクトの1つで、黄道十二宮上で4つの惑星が十字型に並ぶ配列を指す。占星術上の意味としては、凶座相を意味するとされる。
西洋占星術では、地球を挟んで2つの惑星が反対側に並ぶ衝（オポジション）と、ある惑星と地球と別の惑星をつないだ角が90度になる矩（スクエア）が、不吉な星の配置とされている。グランドクロスは、複数の衝とスクエアが同時に発生するためにより一層不吉な配置と見なされる。
ただし特例として、グランドトラインを形成した上に、相生（対極）のエレメントの星座宮に配置された惑星で形成される『カイト・グランドクロス』がある。

## 1999年8月のグランドクロス
1999年8月18日には、金牛宮に土星・木星が、獅子宮に太陽・水星・金星が、天蠍宮に月・火星が、宝瓶宮に天王星・海王星がそれぞれ入るという形で、地球以外の7つの惑星と、太陽・月がグランドクロスを形成した（当時惑星に分類されていた冥王星はわずかに外れていた）。
このグランドクロスは、ベストセラーになった五島勉『ノストラダムスの大予言II - 1999年の破滅を不可避にする大十字（グランド・クロス）』（1979年）で、不安を煽る副題とともに大きく採り上げられていたことから、オカルト関係ではよく知られていた。

### ノストラダムス
五島は、ノストラダムスの1999年の詩と関連付けて紹介した。しかし、ノストラダムスの「7の月」が仮にユリウス暦の1999年7月を意味していたとして、暦法の違いを考慮に入れたところで、8月18日は7の月にならない。
実証的な立場で、ノストラダムスが1999年に起こる何らかの天体現象を視野に入れていたとする者には、同年8月11日の日食を考慮していた可能性を指摘する者はいるが（ピエール・ブランダムールなど）、グランドクロスは相手にされていない。

### 黙示録の十字
五島の前掲書では、占星術師フェニックス・ノアの見解を紹介する形で、ヨハネの黙示録に登場する牛、獅子、飛ぶ鷲、人の顔が、グランドクロスを形成する金牛宮、獅子宮、天蠍宮、宝瓶宮に対応している説も展開していた。
この影響を受けた論者には、ヨハネの黙示録の終末的な情景が1999年に起こることの証拠と見なすものもいた。
聖書では申命記等で占星術の禁止が明示されているため、一般的なキリスト教神学では、黙示録と占星術を結びつけるこうした理解は、当然採用されていない。

### 理論的根拠?
漫画『MMR マガジンミステリー調査班』では、グランドクロスによって地球が四方から諸天体の引力の影響を受けることが地球に壊滅的な影響をもたらすという説を強調していた（MMRではその日付を「7の月」にあわせるため、8月11日としていた。このため、グランドクロスからは冥王星が除かれている）。また、こうした引力の影響がポールシフトの誘因になるとする論者もいた。
実際には、他の惑星が地球に及ぼす潮汐力はほとんど無視してよいレベルであるという反論が1999年以前からなされていた（他の天体が地球に及ぼす潮汐力は距離の3乗に反比例して小さくなるため）。物理学的根拠に乏しいことは五島の『大予言II』で紹介されている専門家（古在由秀など）の意見にもあらわれていたが、五島は専門家たちにも本当の影響は分からないようだという主旨でまとめていた。
なお、1999年8月には現に異常な潮汐力によって引き起こされた現象などが何も起こらなかった。「8月17日のイズミット地震がそれだ」とする論者に対しては山本弘が反論している。

## グランドクロスが登場するフィクション
『リバイアサン1999』
景山民夫の近未来SF小説。地球がグランドクロスに巻き込まれるという設定。
『ファイナルファンタジーIX』
スクウェア・エニックスのPlayStation用RPG。ラスボスが使う技（パーティ全員に状態異常を複数起こさせる）として登場する。使用時は、複数の惑星が十字型に並ぶ実際のグランドクロスを連想させるムービーが挿入される。
『ファイナルファンタジーV』
スクウェア・エニックスのスーパーファミコン用RPG。ラスボス「ネオエクスデス」が使用する技。
『ペルソナ2 罪』
アトラスのPlayStation用RPG。人々の噂が現実化する街において、「グランドクロスによって世界が滅亡する」という噂が流れ、後に現実化した。
『救急戦隊ゴーゴーファイブ』
東映制作の特撮テレビドラマ。グランドクロス発生に伴う災いとそれに立ち向かう人々の闘いが描かれた。
『DRAGON QUEST -ダイの大冒険-』
名称は「グランドクルス」。西洋占星術との関連性は作品内には記載無し。三条陸（原作）と稲田浩司（作画）の漫画で出てくる必殺技の名前。剣や腕などを十字に構え、そこへ一点集中させた闘気を発射することで敵を殲滅する。詳細はDRAGON QUEST -ダイの大冒険- の呪文・技#アバン流を参照。
『DETONATORオーガン』
AICのOVA。主役ロボ「オーガン」の必殺技「グランドクルスアタック」として登場する。使用時は、オーガンが十字を描くように直立して展開させた胸部装甲内部の重力ジェネレーターを最大出力にまで引き上げ、重力レンズを形成することにより太陽光エネルギーが一点に集中して発射される。
『モーレツ宇宙海賊』
笹本祐一のSF小説『ミニスカ宇宙海賊』を原作としたテレビアニメ。重力制御機能搭載の最新型の超大型機動戦艦として登場する。攻防や機動性に優れた高性能で、「海賊狩り」を行っている。
『悪魔城ドラキュラX 月下の夜想曲』
コナミのPlayStation用アクションRPG。リヒター・ベルモンドのアイテムクラッシュ（必殺技）として登場する。光の柱とともに多数の十字架が舞い上がり周囲の敵を攻撃する。グランドクロスの名前が付いたのは本作品からとなっているが、技自体の初出は前作の『悪魔城ドラキュラX 血の輪廻』である。また同作オープニングムービーでもリヒターがこの技を披露している。『暁月の円舞曲』や『ギャラリーオブラビリンス』などの後発の作品でもグランドクロスが登場している。